# Saori Takarada
Saori Takarada (宝田 沙織 Takarada Saori?), född den 27 december 1999, är en japansk fotbollsspelare som spelar för Leicester City.

## Klubbkarriär
Den 1 december 2020 värvades Takarada av amerikanska Washington Spirit, där hon skrev på ett tvåårskontrakt. I januari 2022 värvades Takarada av Linköping FC, där hon skrev på ett tvåårskontrakt.
I december 2023 värvades Takarada av Leicester City, där hon skrev på ett 1,5-årskontrakt.

## Landslagskarriär
Takarada gjorde ett mål i finalen mot Spanien när Japan vann U20-världsmästerskapet i fotboll för damer 2018.
Takarada gjorde landslagsdebut i seniorsammanhang när hon blev inbytt i den 90:e minuten i Japans premiärmatch mot Argentina under VM i Frankrike 2019.